# Noah Ngeny
Noah Kiprono Ngeny - (2 de noviembre de 1978 en Kabenas, Kenia) es un atleta keniano, especialista en pruebas de mediofondo que se proclamó campeón olímpico de los 1.500 metros en los Juegos de Sídney 2000.

## Trayectoria
Es hermano de Philipp Kibitok, un destacado atleta con una marca de 1:43,55 en los 800 metros en 1996.
En 1997 batió la plusmarca mundial junior de los 1500 m en Mónaco, pero no fue homologado debido a un defecto de forma, ya que no le hicieron pasar el control antidopaje.
Su revelación internacional se produjo en 1999, cuando fue 2º tras el marroquí Hicham El Guerrouj en la prueba donde este batió la plusmarca mundial de la milla con 3:43,13 en Roma. Fue una carrera muy disputada, y la marca de Ngeny de 3:43,40 también estaba por debajo de la marca anterior.
Pocas semanas después ganó la medalla de plata en los 1500 m de los Mundiales de Sevilla, en una carrera muy rápida que se corrió en un tiempo cercano a la marca del mundo, y donde sólo fue batido por El Guerrouj, campeón mundial dos años antes y poseedor de la marca mundial.
El 5 de septiembre de ese mismo año logró una de sus mayores proezas al batir la plusmarca mundial de los 1000 metros que poseía el británico Sebastian Coe desde 1981 con 2:12,18. La nueva plusmarca de 2:11,96, aún permanece vigente.
En 2000, poco antes de los Juegos de Sídney, Ngeny y El Guerrouj protagonizaron una vibrante carrera en la reunión Weltklasse de Zúrich. La victoria fue para El Guerrouj, pero Ngeny hizo su mejor marca personal con 3:28,12, que le situaba 3º en el escalafón de todos los tiempos, y era además plusmarca de Kenia. Esta marca sería superada por Bernard Lagat en 2001.
Ya en los Juegos Olímpicos de Sídney, Hicham El Guerrouj era otra vez el gran favorito en los 1500 m, pues solo había perdido una carrera en los últimos cuatro años. El Guerrouj y Ngeny lideraban la prueba por este orden en la última vuelta. Sin embargo en la recta final Ngeny arrancó desde atrás y logró sobrepasar a El Guerrouj apenas a 15 metros de la meta, ganando la medalla de oro en lo que fue una de las grandes sorpresas de los Juegos de Sídney.
Tras los Juegos, Ngeny no volvería a obtener grandes resultados ni a mejorar sus marcas anteriores. Únicamente destaca una medalla de bronce en los Mundiales de pista cubierta de Lisboa en 2001.
Ese mismo año sufrió un accidente de coche que le provocó una lesión crónica en la cadera. Tras varios años intentando recuperarse y sometiéndose a todo tipo de tratamientos, en noviembre de 2006 anunció que abandonaba el atletismo definitivamente.

## Resultados
- Mundiales Junior de Sídney 1996

- 8º en 1500 m (3:42,44)

- Mundiales de Sevilla 1999

- 2º en 1500 m (3:28,73)

- Juegos Olímpicos de Sídney 2000

- 1º en 1500 m (3:32,07)

- Mundiales pista cubierta de Lisboa 2001

- 3º en 1500 m (3:51,63)

## Marcas personales
- 800 metros - 1:44,49 (Oslo, 28 Jul 2000)
- 1.000 metros - 2:11,96 (Rieti, 05 Sep 1999)
- 1.500 metros - 3:28,12 (Zúrich, 11 Ago 2000)
- Una Milla - 3:43,40 (Roma, 07 Jul 1999)
- 2.000 metros - 4:50,08 (Estocolmo, 30 Jul 1999)
- 3.000 metros - 7:35,46 (Sevilla, 09 Jun 2000)